# 甘德斯海姆修道院
甘德斯海姆修道院（德語：Stift Gandersheim）是位於德國下薩克森州現在的巴特甘德斯海姆的一座女修道院（英语：Canoness；德语：Frauenstift）。 852 年由薩克森公爵柳道夫（Liudolf，他是奧托王室的祖先）建立，其豐富的禀賦確保了它的穩定和繁榮。
甘德斯海姆修道院的官方名称是“甘德斯海姆的帝國自由世俗基金會”（Kaiserlich freies weltliches Reichsstift Gandersheim），從13世紀建立到1810年解散，稱它是一個由未婚的貴族女性組成的宗教社區，她们過著敬虔的生活。她們敬拜上帝但不像僧侶那樣起誓並過修道生活，這就是名稱中“世俗”一詞的含義。